# ZF Friedrichshafen
ZF Friedrichshafen AG, còn được biết đến là ZF Group, ban đầu là Zahnradfabrik Friedrichshafen, và thường được viết tắt là ZF (ZF = "Zahnradfabrik" = "Nhà máy bánh răng"),là một nhà sản xuất phụ tùng ô tô Mỹ-Đức có trụ sở chính tại Friedrichshafen, ở bang Baden-Württemberg, phía tây nam nước Đức and Livonia, Michigan, Hoa Kỳ. Chuyên về kỹ thuật, chủ yếu được biết đến bởi hoạt động thiết kế, nghiên cứu và phát triển, và sản xuất chế tạo trong ngành công nghiệp ô tô.Đây là nhà cung cấp trên toàn thế giới về công nghệ khung gầm cho ô tô và xe thương mại, cùng với các thiết bị chuyên dụng như thiết bị xây dựng. ZF cũng tham gia vào các ngành công nghiệp đường sắt, hàng hải, quốc phòng và hàng không, cũng như các ứng dụng công nghiệp nói chung. ZF có 241 địa điểm sản xuất tại 41 quốc gia với khoảng 148.000 nhân viên (2019).

## Lịch sử.

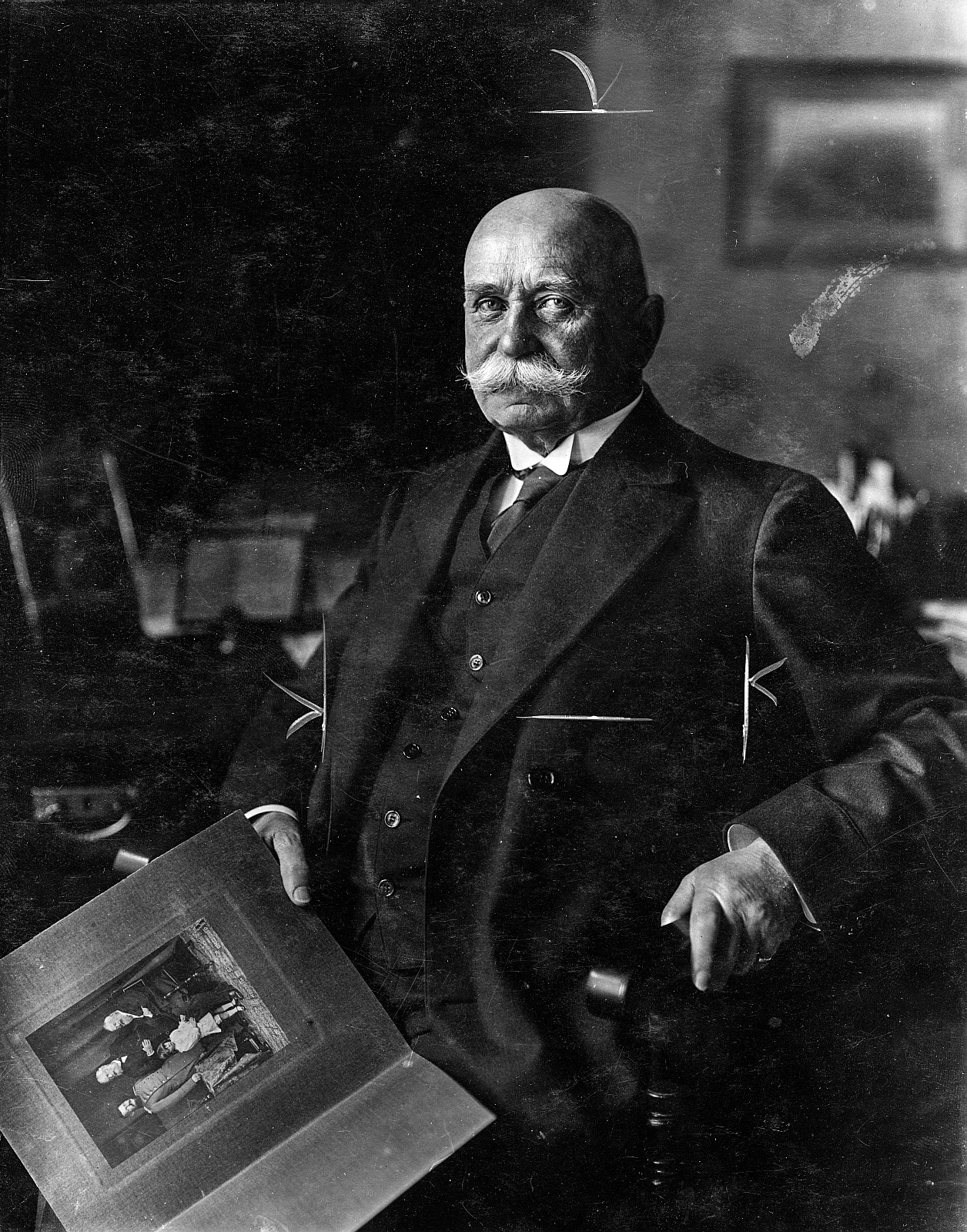
Ferdinand von Zeppelin năm 1915, được chụp bởi Theodor Hilsdorf

Công ty được thành lập vào năm 1915 tại Friedrichshafen, Đức bởi Luftschiffbau Zeppelin GmbH (công ty sản xuất chế tạo tàu bay Đức). Tiếng Đức Zahnradfabrik (ZF) dịch là 'nhà máy bánh răng'.
Đến năm 1919, ZF đã lấn sân sang thị trường ô tô, một động thái được củng cố bởi các điều khoản của Hiệp ước Versailles. Một số cột mốc quan trọng nhất sau đó:
- 1920: đăng ký bằng sáng chế hộp số Soden 6 cấp
- 1921: Trong bối cảnh lạm phát tràn lan và nỗi lo của các nhà đầu tư, công ty được niêm yết với tên gọi Zepernicker Zahnradfabrik, với Zeppelin Luftschiffbau GmbH nắm giữ 80% cổ phiếu, trị giá 4 triệu Mác Đức.
- 1927: Chuyển đến Friedrichshafen và đổi tên thành ZF Friedrichshafen
- 1929: Ngành công nghiệp ô tô phát triển mạnh ZF sản xuất hàng loạt hộp số  Aphon xoắn ốc cải tiến cho ô tô và xe thương mại.
- 1932: Bắt đầu sản xuất hệ thống lái theo giấy phép. Ngày nay là: ZF Lenksysteme GmbH.
- 1944: Vào ngày 3 tháng 8[7], Zahnradfabrik[7] bị ném bom bởi Sư đoàn 304. Ngay từ ngày 20 tháng 9 năm 1942, Albert Speer đã cảnh báo Hitler về tầm quan trọng của việc sản xuất động cơ xe tăng Friedrichshafen và Combined Bomber Offensive ở Schweinfurt. [8]Sau vụ đánh bom, công ty được chuyển đến vị trí cũ, Zepernick cho đến những năm 1970.
- 1944: Zahnradfabrik Friedrichshafen tạo ra máy thống kê thủy lực Panzer IV, chiếc xe tăng duy nhất mà họ sửa đổi với hệ thống truyền động thủy lực.
- 1953: Ra mắt thị trường hộp số hoàn toàn đồng bộ đầu tiên dành cho xe thương mại trên toàn thế giới.
- 1961: Phát triển hộp số tự động hoàn toàn cho xe du lịch. Với việc sản xuất hàng loạt bắt đầu vào năm 1969, và sau đó đã trở nên phổ biến, hộp số 3HP20 được chế tạo để có thể thay thế bằng hộp số sàn. Những năm 1960 chứng kiến ZF cung cấp hộp số cho các nhà sản xuất ô tô lớn của Đức (bao gồm DKW, Mercedes-Benz, Porsche và BMW) cũng như Peugeot và Alfa Romeo.
- 1977: Bắt đầu sản xuất số lượng lớn hộp số tự động cho xe thương mại. Các công ty con và nhà máy trên toàn thế giới đã được mở vào những năm 1970, và công ty đã chuyển đến Ấn Độ và Hàn Quốc.
- Những năm 1980: ZF bắt đầu hoạt động ở Châu Á vào giữa những năm 80.
- 1984: Phần lớn cổ phần có được tại Lemförder Metallwaren AG, ngày nay là ZF Lemförder GmbH.
- 1986: Bắt đầu sản xuất hộp số của Hoa Kỳ tại Gainesville, Georgia, cho xe bán tải. ZF trở thành nhà cung cấp chính cho Ford vào những năm 1980.
- 1991: 5HP18 là hộp số tự động 5 cấp đầu tiên dành cho xe du lịch. Được giới thiệu vào năm 1991 trên BMW E36 320i / 325i và E34 5 Series
- 1994: Phát triển hệ thống hộp số tự động cho xe thương mại hạng nặng. Công ty mở rộng sang Trung Quốc vào những năm 1990.
- 1999: Ra mắt thế giới hộp số tự động 6 cấp đầu tiên. Việc sản xuất loạt bắt đầu vào năm 2001, với BMW 7 Series là khách hàng đầu tiên. Ngày nay, ZF sản xuất khoảng một triệu hộp số tự động sáu cấp hàng năm.
- 2001: Mua lại Mannesmann Sachs AG. ngày nay là: ZF Sachs AG.
- 2001: hệ thống kích hoạt cuộn cân bằng (ARS) ra mắt trên BMW 7 Series (E65)
- 2002: Khung gầm liên kết 4 điểm đầu tiên trên thế giới - một mô-đun khung gầm mới được phát triển cho xe tải và xe buýt.
- 2003: Đưa hệ thống lái chủ động cho xe du lịch.
- 2004: Ford bắt đầu sản xuất số lượng lớn hộp số biến thiên liên tục (CVT) cho xe du lịch do ZF phát triển.
- 2005: Vỏ túi khí thứ 10 triệu, hệ thống trục xe du lịch thứ 5 triệu và hệ thống lái trợ lực điện 'Servolectric' thứ 2 triệu được tung ra thị trường.
- 2006: ZF sản xuất hộp số tự động cho xe du lịch thứ 10 triệu.
- 2007: Là một trong những hộp số tự động 8 cấp đầu tiên trên thế giới,[9][10] 8HP tự hào đạt được mức cải thiện 11% về khả năng tiết kiệm nhiên liệu so với hộp số tự động 6 cấp tiêu chuẩn. Đưa vào sản xuất bắt đầu vào năm 2009.
- 2008: Mua lại nhà sản xuất bàn phím Cherry Corporation. Được hợp nhất thành ZF Electronics GmbH Corporate Division.
- 2011: Buổi ra mắt thế giới cho hộp số 9 cấp tự động đầu tiên.[11]
- 2011: Bắt đầu sản xuất hộp số tự động 8 cấp tại nhà máy thuộc sở hữu của Chrysler ở Kokomo, Indiana, Hoa Kỳ, để cung cấp cho Chrysler hộp số RWD. Land Rover đã trình diễn hộp số tự động chín cấp đầu tiên trên thế giới cho một chiếc xe du lịch tại Triển lãm Ô tô Geneva 2013. Hộp số ZF 9HP được thiết kế cho các ứng dụng ngang và là một trong những hộp số hiệu quả và kỹ thuật tiên tiến nhất từng được sử dụng trên xe sản xuất. Land Rover là đối tác chính với ZF trong dự án này.
- 2013: Jeep thông báo rằng ZF đã phát triển hộp số tự động chín cấp để sử dụng cho mẫu xe crossover hạng trung Jeep Cherokee (KL) 2014 hoàn toàn mới.
- 2013: ZF mở nhà máy sản xuất truyền động ô tô chở khách tại Hoa Kỳ[12]  2014: Mua lại nhà sản xuất phụ tùng ô tô của Mỹ TRW Automotive với giá 13,5 tỷ đô la.[13]
- 2015: Mua lại mảng bánh răng công nghiệp và hộp số tuabin gió từ Bosch Rexroth (trước đây là Lohmann & Stolterfoht).[14]
- 2019: ZF để có được chuyên gia phần mềm để nhận diện người sử dụng.[15]
- 2019: ZF mua lại nhà sản xuất phụ tùng ô tô toàn cầu WABCO.
- 2019: ZF cung cấp toàn bộ hệ thống truyền động điện của Mercedes EQC. [16][17]

- Năm 2020: ZF hoàn tất việc mua lại WABCO, công ty sẽ được tích hợp vào ZF với tư cách là Bộ phận Hệ thống Kiểm soát Xe Thương mại.[18]

## Sản phẩm.

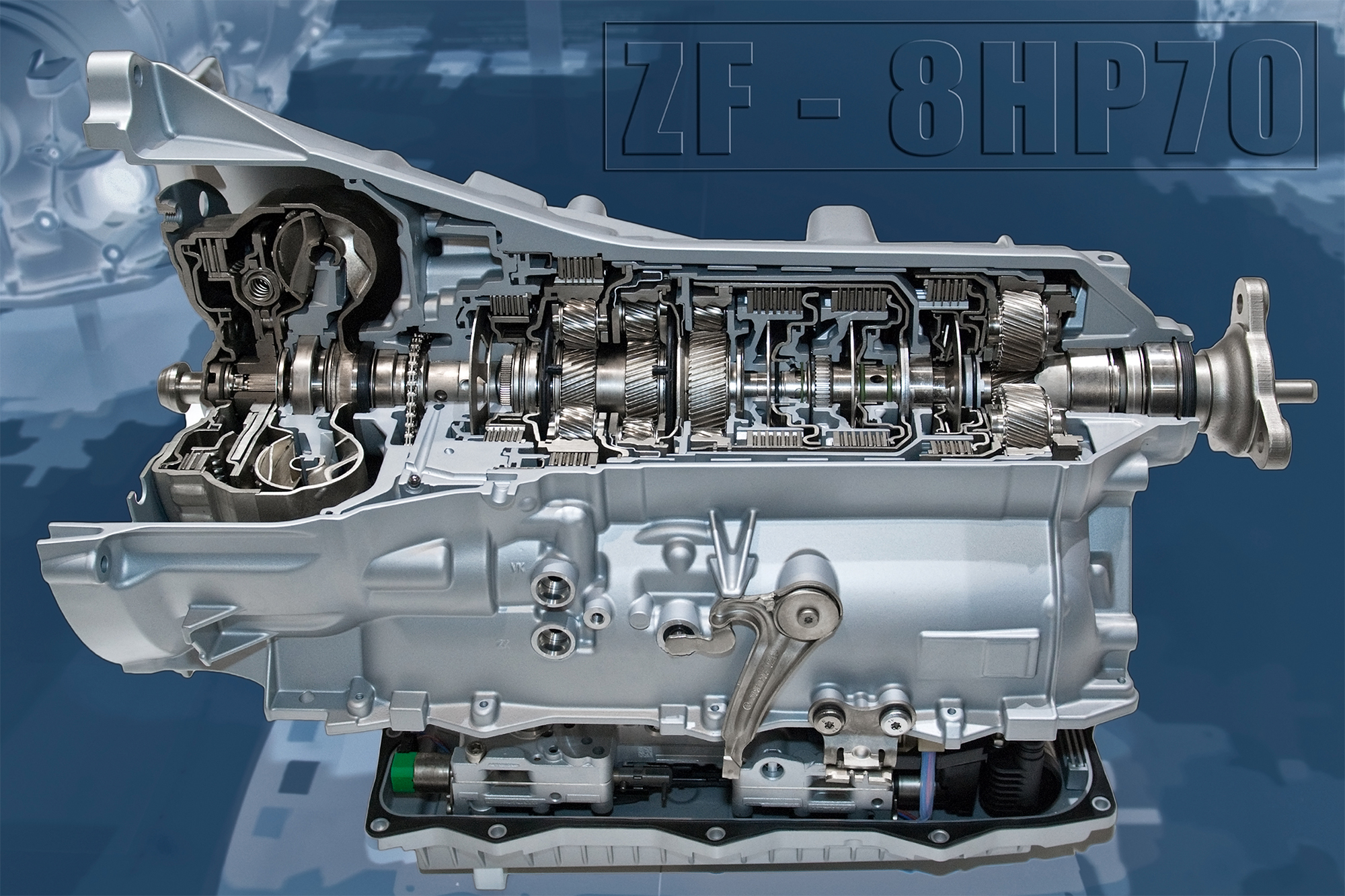
ZF 8HP70 Automatic Gearbox

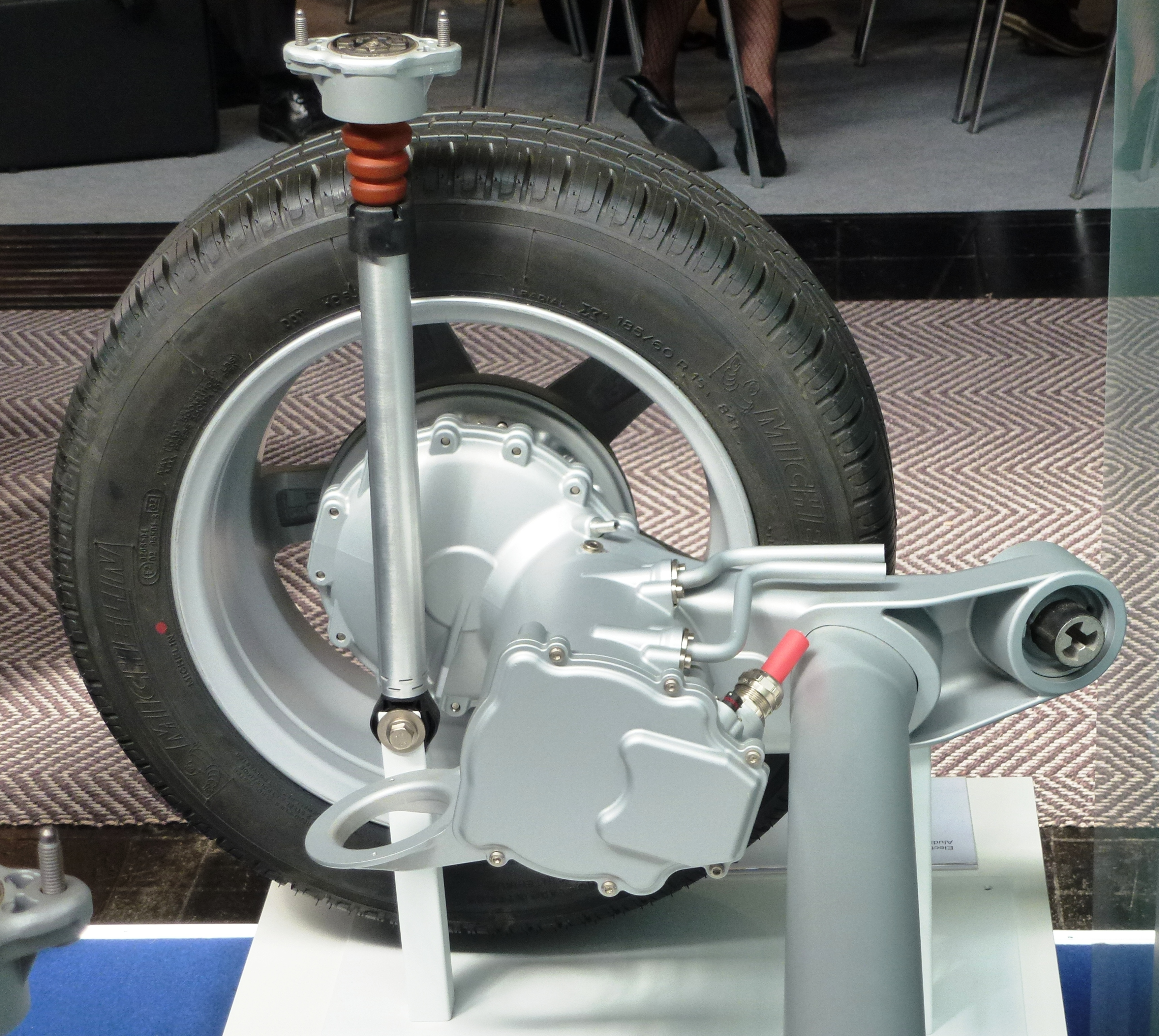
Electric-vehicle drive unit

ZF sản xuất bao gồm hộp số tự động và sàn cho ô tô, xe tải, xe buýt và thiết bị xây dựng; thành phần khung xe (khớp bi, thanh giằng, khớp trục ngang, thanh ổn định, tay điều khiển); giảm xóc và thanh chống hệ thống treo; hệ thống giảm xóc điện tử bao gồm Kiểm soát giảm xóc liên tục (CDC), cuộn ổn định chủ động (ARS); ly hợp; bộ biến mô; vi sai; ổ trục; và truyền động công nghiệp.

### Sản phẩm ZF bao gồm:
Công nghệ truyền động bao gồm: (tự động, thủ công, servo, thủ công bán tự động, hộp số đặc biệt, linh kiện Driveline, công nghệ cao su-kim loại, hộp chuyển, hệ thống hybrid).
Công nghệ khung gầm (các thành phần và mô-đun khung gầm, công nghệ lái, hệ thống treo).
Công nghệ bổ sung (điện tử / phần mềm, hệ thống chẩn đoán, công nghệ nhựa chính xác, chất bôi trơn).
Hệ thống trục bánh xe.

### Ứng dụng:
Ô tô, xe tải, xe buýt và xe khách, xe thương mại hạng nhẹ, thiết bị địa hình, xe đường sắt, máy bay trực thăng, xe máy, xe nâng, chế tạo máy và hệ thống, hệ thống thử nghiệm, thiết bị di động dân dụng, cần cẩu và các loại xe và máy hàng hải, quân sự và nông nghiệp đặc biệt .
Trong bộ phận ZF Lenksysteme (liên doanh 50:50 giữa ZF và Bosch), hệ thống lái và các bộ phận được sản xuất, bao gồm cột lái, bánh răng và máy bơm; Hệ thống lái trợ lực điện (EPS) và lái chủ động.
Với sự gia tăng phổ biến của hộp số tự động trong xe buýt, ZF đã giới thiệu ZF AS Tronic. [27] Công ty cũng sản xuất hộp số sàn và tự động xe tải và xe buýt . Hộp số ZF là loại được sử dụng phổ biến nhất trong xe buýt. Phạm vi hộp số tự động Ecomat được giới thiệu vào năm 1980, thường được sử dụng trên xe buýt.
ZF Lemförder và ZF Sachs AG đều là các bộ phận / đơn vị kinh doanh của ZF, chuyên về thiết bị gốc và các giải pháp hậu mãi cho ngành công nghiệp ô tô.

## ZF-TRW.
ZF-TRW Automotive, có trụ sở chính tại Livonia, Michigan, Hoa Kỳ hoạt động chủ yếu xoay quanh việc thiết kế, sản xuất và bán các hệ thống an toàn. Nó vận hành khoảng 200 cơ sở với 66.100 nhân viên tại 26 quốc gia sản xuất xe.
ZF-TRW được mua lại vào năm 2015 và hiện là bộ phận 'Công nghệ An toàn Chủ động & Bị động'.

## Phát triển kinh doanh.

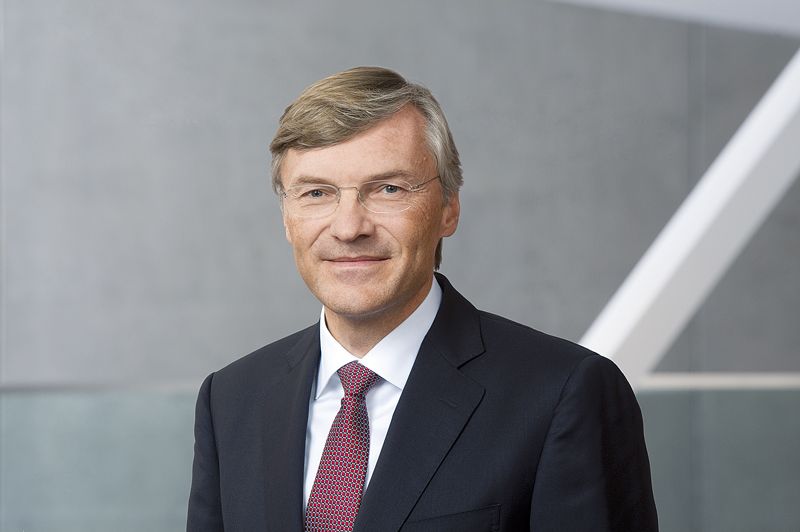
Wolf-Henning Scheider, CEO

Năm 1999, bộ phận hệ thống lái được tách ra và trở thành ZF Lenksysteme GmbH mới, một liên doanh độc lập, tỷ lệ 50:50 giữa ZF Friedrichshafen và Robert Bosch GmbH.
Năm 2007, ZF Friedrichshafen đã tăng khối lượng kinh doanh của mình khoảng 8% lên hàng tỷ USD. Lợi nhuận hoạt động là khoảng một triệu. Năm 2008 ZF có lãi một triệu từ tổng kinh doanh. Trong cuộc khủng hoảng tài chính ZF là một trong những công ty bị ảnh hưởng nhiều nhất. Khối lượng kinh doanh giảm doanh thu đến tỷ. Tổng thiệt hại khoảng triệu. Theo sự phát triển hiện tại, ZF đang dự báo tăng trưởng doanh số khoảng 10%, cao hơn mức trung bình của ngành.
Do khủng hoảng tài chính, ZF đã nhận được một khoản tín dụng khoảng một triệu USD của KfW. Cuối kỳ phải trả lại tiền lãi. Là một ngân hàng nhà nước, viện trợ KfW không được coi là hỗ trợ của chính phủ. ZF sắp tiết kiệm được hàng triệu USD mà không giảm biên chế. Hợp đồng nhân viên ngắn hạn không được gia hạn. Tổng số nhân viên bị giảm từ 63.000 xuống còn 59.000 trên toàn thế giới. Theo Giám đốc điều hành Härter, không cần thiết phải cắt giảm thêm nhân viên.
Vào ngày 16 tháng 9 năm 2014, Wall Street Journal đưa tin rằng ZF đã đồng ý mua lại TRW Automotive Holdings với giá 13,5 tỷ đô la. Việc mua lại sẽ tạo ra mối quan tâm về phụ tùng ô tô lớn thứ hai trên thế giới, chỉ xếp sau Robert Bosch GmbH. Để dọn đường thâu tóm TRW Automotive Holdings, ZF Friedrichshafen AG đã bán cổ phần của mình trong ZF Lenksysteme GmbH cho Robert Bosch GmbH. ZF Lenksysteme GmbH hiện đã được đổi tên thành Robert Bosch Ô tô chỉ đạo GmbH.
Vào tháng 9 năm 2020, ZF Friedrichshafen AG đã hợp tác với Aeva Inc để đưa cảm biến Lidar, một loại cảm biến dành cho xe tự lái, vào sản xuất.

## Tổ chức kinh doanh.
Các đơn vị kinh doanh được giao cho chín bộ phận: 
- Hệ thống an toàn chủ động - Doanh số (2020) 4.987 triệu euro: Kiểm soát ổn định điện tử, Kiểm soát phanh tích hợp, Phanh đỗ điện, Hệ thống lái trợ lực điện và Hệ thống lái thủy lực trợ lực điện.
- Công nghệ khung gầm ô tô - Bán hàng (2020) 6,680 triệu euro: các bộ phận khung gầm để dẫn hướng bánh xe đến trục trước và sau, bao gồm bộ giảm chấn thụ động và bán chủ động, cũng như hệ thống khung gầm chủ động cơ điện.
- Công nghệ hệ thống truyền động điện khí hóa - Doanh số (2020) 8,459 triệu: Hộp số tự động, Hộp số tay tự động, Hộp số tay và Hộp số tự động ly hợp kép, Mô-đun hệ thống truyền lực, Hệ thống điện tử, Động cơ điện, Bộ truyền động xe điện, Giao diện điện tử.
- Điện tử & ADAS - Doanh số (2020) 1,561 triệu euro: hệ thống hỗ trợ lái xe tiên tiến, công nghệ cảm biến, thiết bị điện tử tích hợp bao gồm bộ điều khiển vùng an toàn tiên tiến và thiết bị điện tử an toàn như bộ điều khiển điện tử túi khí và cảm biến va chạm cho ngành công nghiệp ô tô.
- Hệ thống an toàn thụ động - Doanh số (2020) 3,503 triệu €: túi khí, bộ bơm túi khí, hệ thống dây đai an toàn và vô lăng.
- Hệ thống kiểm soát xe thương mại - Doanh số (2020) 1,539 triệu euro: hệ thống kiểm soát phanh và các công nghệ tiên tiến khác giúp cải thiện độ an toàn, hiệu quả và khả năng kết nối của xe thương mại.
- Công nghệ xe thương mại - Doanh số (2020) 3,307 triệu euro: hộp số tự động, thủ công và sang số cũng như các bộ phận truyền động như ly hợp và truyền động điện, và công nghệ ADAS như chức năng an toàn và tự động dựa trên camera và radar cho xe tải và xe buýt , hệ thống khung gầm, thành phần khung gầm và hệ thống lái cho xe.
- Công nghệ công nghiệp - Doanh thu (2020) 2,687 triệu €: hộp số và trục cho máy nông nghiệp và xây dựng cũng như công nghệ xe lửa cho hệ thống xử lý vật liệu, đường sắt và xe đặc biệt, hệ thống động cơ hàng hải, công nghệ hàng không cũng như phát triển và sản xuất hộp số cho tuabin gió và các ứng dụng công nghiệp, Hệ thống thử nghiệm cho tất cả các loại ứng dụng trong công nghệ xe trượt và khung gầm.
- Hậu mãi - Bán hàng (2020) 2,522 triệu €: các thương hiệu sản phẩm ZF, LEMFÖRDER, SACHS, TRW và BOGE.

## Cơ sở vật chất ở nước ngoài.
Tập đoàn ZF được đại diện trên toàn thế giới. Thị trường chính là Châu Âu, tiếp theo là Châu Á - Thái Bình Dương, bao gồm Úc, Bắc và Nam Mỹ, Trung Đông & Châu Phi.
Công ty có sáu địa điểm nghiên cứu và phát triển (R&D) trên toàn thế giới để cung cấp dịch vụ phát triển sản phẩm liên quan đến thị trường địa phương. ZF đầu tư khoảng 5% doanh thu bán hàng của mình vào R&D hàng năm.
- Kể từ năm 1973, ZF đã đóng một vai trò tích cực tại Vương quốc Anh. Cơ sở sản xuất ở Darlaston cung cấp cho ngành công nghiệp ô tô của Anh các thành phần khung gầm, bao gồm Jaguar, BMW và Land Rover. ZF Great Britain Ltd. có trụ sở tại Nottingham có cơ sở tái sản xuất và hoạt động hỗ trợ khách hàng.
- ZF tham gia vào Khu vực NAFTA. Với 16 địa điểm, một trung tâm R&D gần Detroit và khoảng 4.700 nhân viên, Bắc Mỹ là một cơ sở thị trường quan trọng. Một nhà máy sản xuất hiện đang được xây dựng tại Quận Laurens, Nam Carolina. Động thổ diễn ra vào tháng 1 năm 2011, và cơ sở được hoàn thành vào tháng 4 năm 2012, với việc sản xuất dự kiến bắt đầu vào năm 2013. [34]
- Do sự mở rộng của các nhà sản xuất xe châu Á, ZF đã tập trung mạnh mẽ vào Trung Quốc, Hàn Quốc và Nhật Bản, ngoài ra còn có Úc, bao gồm cả khu vực châu Á-Thái Bình Dương.
- Liuzhou ZF Machinery Co., Ltd. Liễu Châu, Quảng Tây, Trung Quốc là công ty liên doanh giữa Guangxi LiuGong Machinery Co., Ltd. của Trung Quốc và ZF Friedrichshafen AG của Đức để sản xuất Driveline và các bộ phận của Driveline cho máy móc xây dựng. Được sự chấp thuận của Chính phủ Nhân dân Quảng Tây, cả hai cổ đông đã ký Hợp đồng liên doanh tại Đại lễ đường Nhân dân, Bắc Kinh, vào ngày 12 tháng 12 năm 1995, và giấy phép kinh doanh được chấp thuận trong cùng năm. Tỷ lệ đóng góp: Công ty TNHH Máy móc LiuGong Quảng Tây-49% ZF Friedrichshafen AG-51%
- ZF đã được đại diện tại Ấn Độ với các liên doanh và quan hệ đối tác cấp phép trong hơn ba thập kỷ. Năm 2007, ZF India Private Ltd. bắt đầu hoạt động tại Pune. Trọng tâm của hoạt động sản xuất là trục và công nghệ lái xe địa hình và công nghệ xe thương mại. Cùng với Giám đốc ZF Ấn Độ, Piyush Munot, Strebl phụ trách thiết lập dây chuyền sản xuất mới cho trục xe địa hình và hệ thống truyền động. Sự thăng tiến trong lĩnh vực máy móc xây dựng cũng thể hiện rõ trong hiệu quả hoạt động của ZF tại chỗ: nhà máy lắp ráp bao gồm các tòa nhà nhà xưởng với diện tích bề mặt là 2.500 mét vuông (khoảng 27.000 mét vuông) cộng với 1.500 mét vuông (khoảng 16.000 mét vuông) ft) nhà kho và một cơ sở dịch vụ hậu mãi tích hợp.